# China Dragon
China Dragon (kinesiska: 中国龙队) var ett professionellt ishockeylag med sin bas i Shanghai, Kina, som tidigare spelade i Asia League Ice Hockey. Klubben bildades genom en sammanslagning av två andra klubbar 2007, Harbin och Qiqihar, vilka båda bildades 1954 och spelade i den kinesiska ishockeyligan. Lagets hemmamatcher spelades under säsongen 2014/2015 alternerande mellan orterna Shanghai, Qiqihar och Harbin, och spelades under säsongen 2015/2016 alternerande mellan orterna Shanghai, Qiqihar och Peking. Säsongen 2017/2018 deltog inte laget i ALIH.

## Historik
China Dragon började som två separata klubbar 1954: Harbin och Qiqihar. Utvecklingen fram till dagens China Dragon ses kort beskriven nedan.

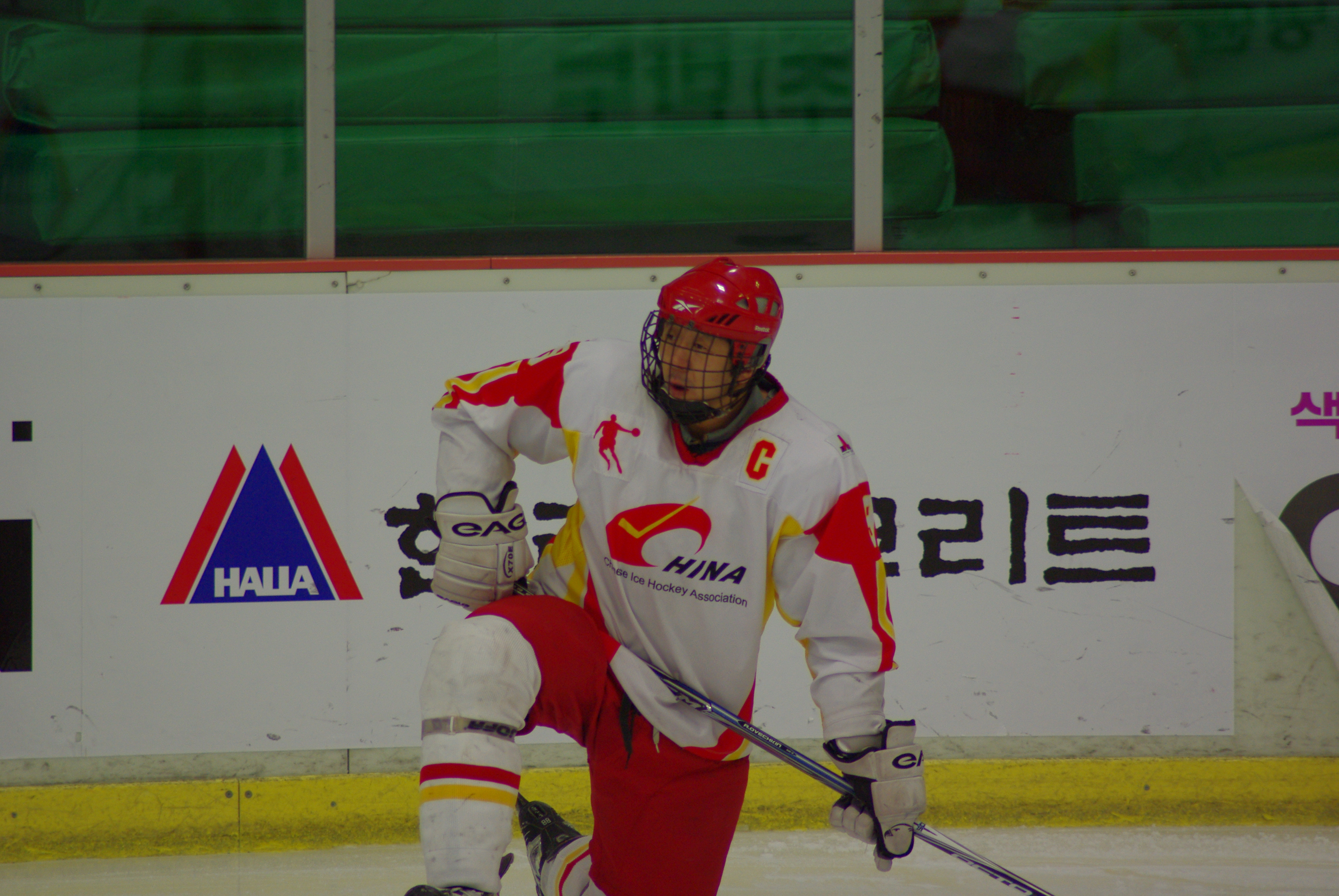
Dahai Wang spelade hela sin karriär för klubben. Han började spela i Hosa 1997/1998. Säsongen 2009/2010 var han kapten för China Dragon. Han gjorde sin sista säsong som spelare för China Dragon säsongen 2011/2012.

### Qiqihar, Changchun Fuao (1954–2007)
Qiqihar bildades 1954 och deltog i den kinesiska ligan. Laget anslöt till Asia League Ice Hockey inför säsongen 2004/2005. Under sin första säsong i ligan lyckades laget bara vinna en av sina 42 matcher. Vinsten kom mot det andra kinesiska laget i ligan, Harbin. Sista säsongen (2006/2007) innan sammanslagningen med Hosa, spelade laget under namnet Changchun Fuao.

### Harbin, Hosa (1954–2007)
Liksom Qiqihar bildades Harbin 1954 och deltog i den kinesiska ligan. Laget anslöt till Asia League Ice Hockey inför säsongen 2004/2005. Under sin första säsong lyckades laget vinna sju av sina 42 matcher, och få ihop sammanlagt 26 poäng. Till skillnad från Qiqihar använde Harbin importspelare i laget. Säsongen 2004/2005 hamnade Tjecken Tomas Hruby på tolfte plats i den totala i poängligan med sina 23 mål och 19 assist för 42 poäng. Sista säsongen (2006/2007) innan sammanslagningen med Changchun Fuao, spelade laget under namnet Hosa.

### China Sharks (2007–2009)
Under ledning av Kinas ishockeyförbund valdes spelare ut från de två ursprungliga lagen, som ursprungligen finansierades av Hosa Sports. Efter förhandlingar mellan Kinas ishockeyförbund och San Jose Sharks, gick NHL-laget med på att sända fem spelare och tre man på tränarsidan till det kinesiska laget. I utbyte namngav de det kinesiska laget som dessutom antog ett klubbmärke likt det för Cleveland Barons; ett tidigare farmarlag till San Jose Sharks.
Genom sammanslagningen av Kinas två enda professionella ishockeylag, skulle China Sharks i princip motsvara Kinas landslag som skulle delta i Asia League Ice Hockey, och eventuellt i kommande vinter OS. Denna tanke med spridningen av ishockey i Asien attraherade många, inklusive moderbolaget till San Jose Sharks, Silicon Valley Sports and Entertainment, som tog beslutet om att sända spelare och tränare till Kina inför säsongen 2007/2008. Det bör nämnas att av de fem spelare som sändes till China Sharks (Kelly Guard,  Dan Knapp,  Jason Beeman,  Kevin Korol och  Keegan McAvoy) har ingen av dem spelat en enda NHL-match, varken före eller efter sejouren i China Sharks.
San Jose stärkte banden till klubben 2008 och tre före detta NHL-spelare kontrakterades: Wade Flaherty, Steve McKenna och Claude Lemieux (som bara spelade två matcher). Denna säsong blev lagets hittills bästa i ALIH. Med 23 inspelade poäng lyckades laget undvika sistaplatsen. San Jose drog sig dock ur 2009 och laget bytte namn till China Dragon.

### China Dragon (2009– )
Klubben bytte namn till China Dragon när San Jose drog tillbaks sitt finansiella stöd 2009. Säsongen 2009/2010 vann laget en enda match. De påföljande fyra säsongerna vann laget inte en enda seriematch. 
Det var först den 23 september 2014 som laget lyckades vinna en match (mot High1). Bara en dryg vecka senare (2 oktober 2014) vann laget igen. Denna gång blev det storseger med 9-1 mot Daemyung Sangmu, hemma inför storpublik på 2680 personer. Mycket av säsongens framgångar berodde på Brett Parnham, lagets bäste poängplockare. Sammantaget gjorde laget sin bästa säsong sedan 2008/2009 då man också slutade på 23 poäng (dock på färre spelade matcher än säsongen 2014/2015). Laget gjorde 116 mål under säsongen, långt fler än man lyckats göra under en säsong i ligan tidigare. Trots detta slutade klubben på nionde och sista plats.

## Statistik
I tabellen nedan ses resultat och avancemang årsvis för China Sharks/China Dragon i ALIH för åren 2007-2015.
| Säsong    | GP  | W  | W(OT) | W(GWS)* | T | L(GWS)* | L(OT) | L   | GF  | GA   | PTS | Placering | Slutspelet |
| --------- | --- | -- | ----- | ------- | - | ------- | ----- | --- | --- | ---- | --- | --------- | ---------- |
| 2007/2008 | 30  | 3  | 0     | —       | 0 | —       | 1     | 26  | 63  | 159  | 10  | 7 (av 7)  | -          |
| 2008/2009 | 36  | 5  | 1     | 1       | — | 3       | 1     | 25  | 60  | 129  | 23  | 6 (av 7)  | -          |
| 2009/2010 | 36  | 1  | 0     | 0       | — | 0       | 0     | 35  | 64  | 218  | 3   | 7 (av 7)  | -          |
| 2010/2011 | 36  | 0  | 0     | 0       | — | 1       | 1     | 34  | 46  | 248  | 2   | 7 (av 7)  | -          |
| 2011/2012 | 36  | 0  | 0     | 0       | — | 0       | 1     | 35  | 53  | 251  | 1   | 7 (av 7)  | -          |
| 2012/2013 | 42  | 0  | 0     | 0       | — | 1       | 1     | 40  | 67  | 297  | 2   | 7 (av 7)  | -          |
| 2013/2014 | 42  | 0  | 0     | 0       | — | 0       | 0     | 42  | 58  | 340  | 0   | 8 (av 8)  | -          |
| 2014/2015 | 48  | 5  | 1     | 2       | — | 1       | 1     | 38  | 116 | 248  | 23  | 9 (av 9)  | -          |
| 2015/2016 | 48  | 3  | 3     | 1       | — | 2       | 3     | 36  | 105 | 247  | 22  | 9 (av 9)  | -          |
| Totals    | 354 | 17 | 5     | 4       | 0 | 8       | 9     | 311 | 632 | 2137 | 86  | 9 (av 9)  | -          |

*Innan säsongen 2008/2009, avgjordes inte matcherna med straffar utan slutade oavgjort